# Барри Линдон
«Ба́рри Ли́ндон» (англ. Barry Lyndon) — кинофильм американо-британского режиссёра Стэнли Кубрика, широко признанный одной из вершин исторического («костюмного») кинематографа. Это вольная экранизация плутовского романа классика английской литературы Уильяма Мейкписа Теккерея «Записки Барри Линдона, эсквайра, писанные им самим» (1844), в котором рассказывается о судьбе ирландского авантюриста Редмонда Барри, поставившего себе цель любой ценой сделать карьеру и войти в английский высший свет середины XVIII века. Несмотря на трёхчасовую продолжительность, повествование крепко прошито нитями параллельных мест, задваиваний и лейтмотивов, создающих зеркальный лабиринт отражающихся друг в друге ситуаций. В погоне за абсолютной реалистичностью Кубрик настоял на использовании не только подлинных декораций, но и костюмов; все съёмки велись на натуре. Интерьеры освещены только естественным дневным светом либо свечами, что позволило добиться небывалых в истории кино эффектов светотени.

## Сюжет

### Часть первая: «Какими способами Редмонд Барри приобрёл обращение и титул Барри-Линдона»
Ирландия, середина XVIII века. Редмонд Барри (Райан О'Нил) — простой, неиспорченный деревенский парень — живёт в доме овдовевшей матушки, чей муж был убит на дуэли из-за покупки каких-то лошадей. Его первая любовь — кузина Нора Брейди (Гэй Хэмилтон) — далека от невинности в обращении с мужчинами. Тем не менее, Редмонд мечтает связать с ней своё будущее, пока на его пути не оказывается англичанин капитан Джон Квин (Леонард Росситер), человек трусливый, но состоятельный. Родственники Норы должны ему крупную сумму денег и рассчитывают уладить вопрос, выдав за него Нору.
Во время обеда по случаю помолвки Норы с капитаном Редмонд прилюдно наносит жениху оскорбление (бросив ему в лицо бокал вина) и вызывает его на дуэль. Родня Норы, оказавшись не в состоянии подкупить Редмонда, инсценирует гибель капитана во время поединка. Редмонд должен бежать от правосудия. На лесной дороге его подкарауливают грабители и отбирают деньги и лошадь. Молодой человек, оказавшись в бедственном положении, поступает на службу в английскую армию.

Служба Редмонда в армии показана как череда кулачных боёв и сражений, поражающих бессмысленным кровопролитием. Английские солдаты оказываются «пушечным мясом» на полях Семилетней войны, причины и цели которой — по замечанию рассказчика — неизвестны никому. Для юноши становится большой потерей смерть Грогана на войне, секунданта его дуэли с Квином. Воспользовавшись случаем (воркованием двух офицеров-любовников во время купания в пруду), Редмонд облачается в форму гонца к прусскому командованию и дезертирует из лагеря. Его путь лежит в сторону нейтральной Голландии, откуда он хочет пробраться домой. 

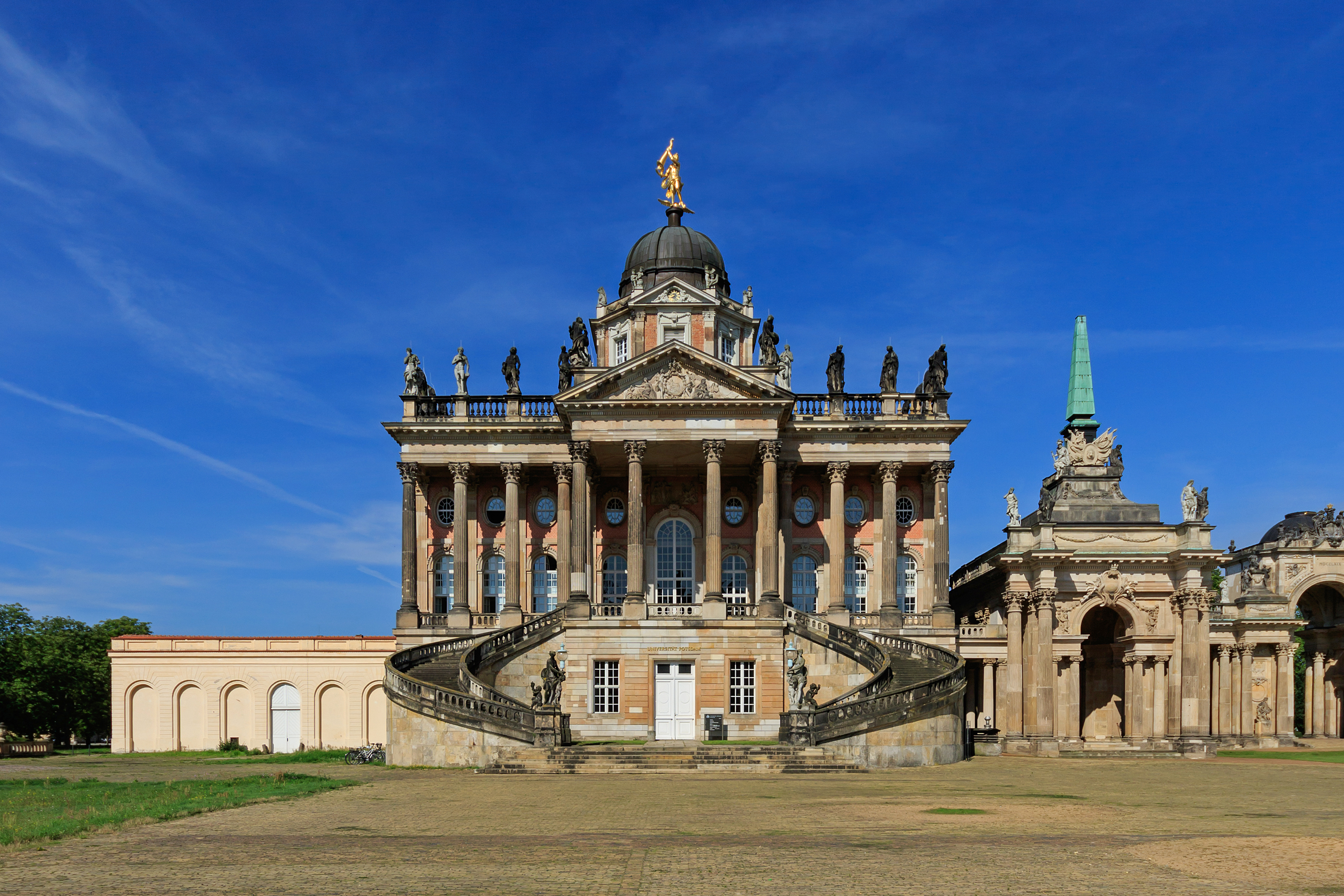
Дворцовые декорации, в которых происходят потсдамские приключения Редмонда

Вслед за первым нечестным поступком следуют и другие. По дороге Редмонд обольщает немку Лисхен (Диана Кёрнер) с совсем маленьким ребёнком, муж которой призван в армию. При встрече с прусским капитаном Поцдорфом (Харди Крюгер) он выдаёт себя за британского офицера, однако учтивый Поцдорф проницательно догадывается, что перед ним — дезертир. Разоблачив его тайну, капитан шантажом вербует Редмонда в ряды прусской армии. Ирландцу ничего не остаётся, как променять красный английский мундир на синий прусский.
Во время сражений Редмонд проявляет отвагу и оказывает помощь контуженному капитану, однако даже при вручении награды полковник (Ферди Мэйн) отмечает его беспринципность и лень: «Несмотря на все таланты и доблесть, добром ты не закончишь». По окончании войны Поцдорф вызывает своего протеже в Потсдам, чтобы представить его дядюшке — руководителю полиции Фридриха Великого. Воспользовавшись шансом вырваться из душного мирка прусских военных, Редмонд из солдата превращается в тайного агента полиции.

Молодого ирландца приставляют следить за соотечественником — шпионом, вольнодумцем и шулером, который по заданию австрийской дипломатии колесит по Европе под именем шевалье де Балибари (Патрик Мэги). По плану Поцдорфа, Редмонд должен выдать себя за лакея венгерского происхождения. Шевалье (неестественно напудренный одноглазый старик) готов принять на веру подложные рекомендации Редмонда, но тот открывает ему истину относительно своей миссии. Заключив союз с Балибари, он становится сначала его лакеем, а потом и компаньоном в шулерских проделках. 

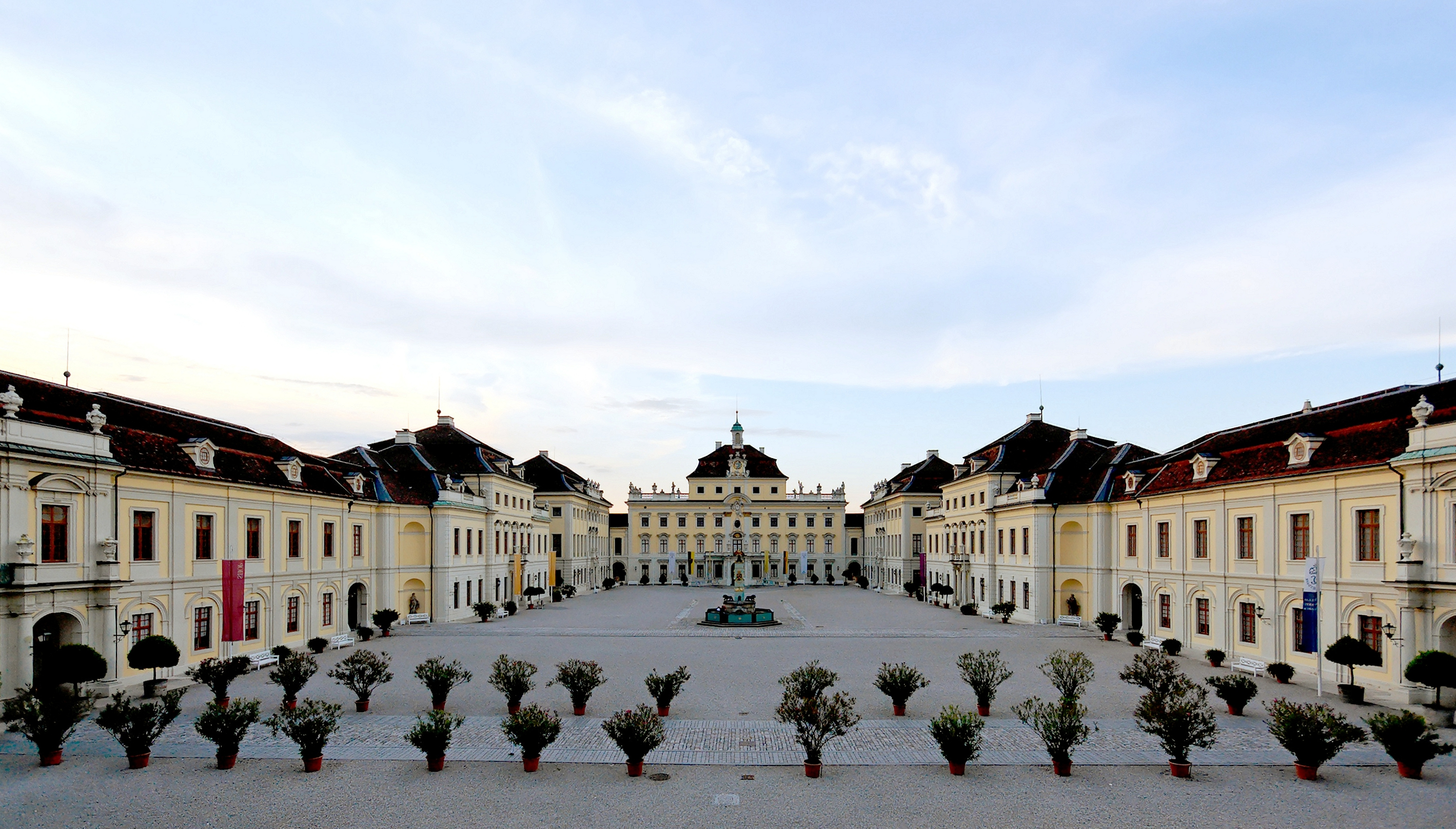
Людвигсбургская резиденция правителей Вюртемберга предстаёт в фильме местом проживания шевалье Балибари

После того, как шевалье обыграл принца Тюбингенского (Вольф Калер), прусский король распорядился выслать назойливого шевалье за пределы Пруссии. Барри заранее предупредил об этом своего покровителя и успешно сыграл его роль перед прусскими офицерами. С тех пор два товарища вместе разъезжали по европейским столицам: шевалье шулерски обыгрывал аристократов, а Барри, будучи искусным фехтовальщиком, на дуэлях принуждал их к погашению задолженности. Однако кочевая жизнь не принесла ему ожидаемого богатства.
Со временем Барри начинает присматриваться к богатым наследницам, рассчитывая связать свою жизнь с одной из них. Его жертвой становится графиня Онория Линдон (Мариза Беренсон) — прекрасная супруга немощного Чарльза Линдона (Фрэнк Миддлмэс), британского «посланника при некоторых малых дворах Европы». Молодая женщина тяготится жизнью с инвалидом-подагриком, который напоминает больную водянкой старуху. Сэр Чарльз подозревает супругу в неверности, деланная невинность Барри выводит его из себя, и во время объяснения с молодым соперником его жизнь обрывает сердечный приступ. За этой сценой следует чёрный экран с надписью «антракт».

### Часть вторая, «содержащая рассказ о злоключениях и бедствиях, постигших Барри-Линдона»

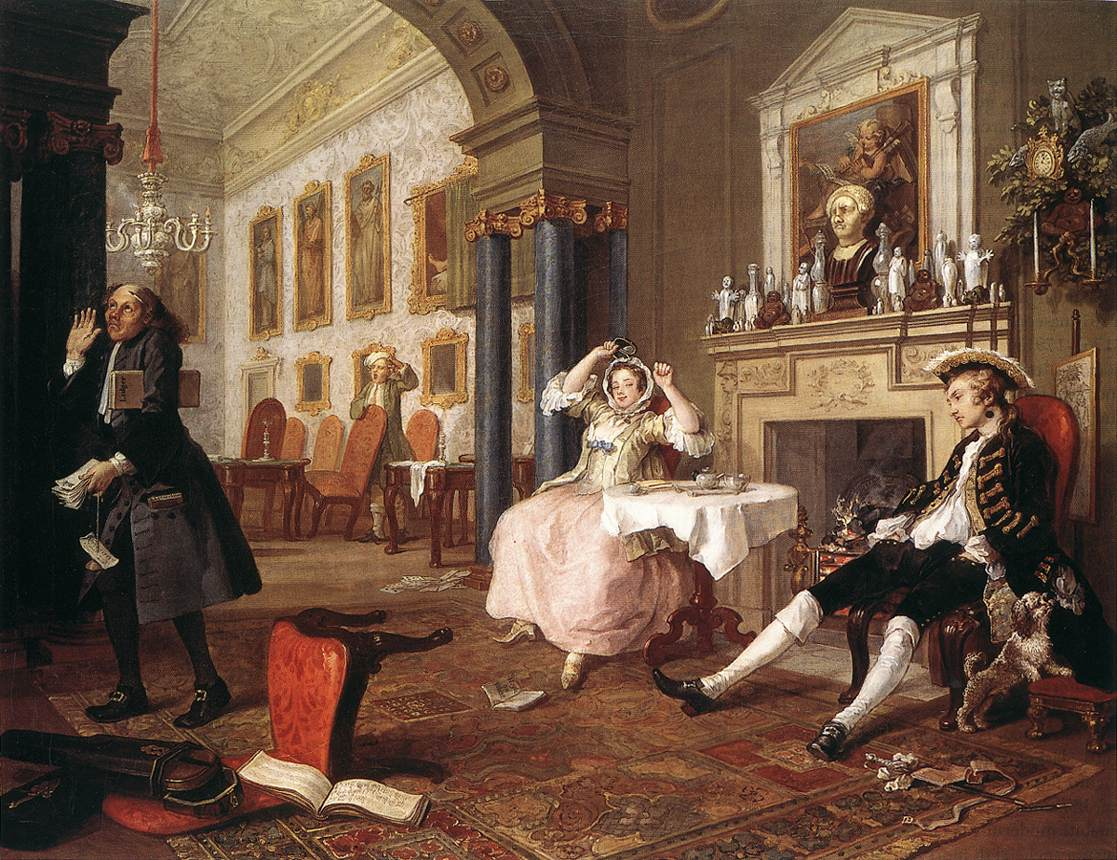
Уильям Хогарт. «Модный брак» (1745)

Через год после кончины сэра Чарльза (15 июня 1773 года) его вдова сочеталась браком с Редмондом Барри. По этому случаю король разрешил ему принять двойную фамилию — Барри-Линдон. Во время свадебной церемонии графиня, по-видимому, была беременна, ибо ещё до конца года у неё родился сын (Дэвид Морли), на ирландский манер наречённый Брайаном Патриком Линдоном. Молодожёны редко видели друг друга, ибо Барри, оставив жену с младенцем в загородной усадьбе, предался беспутной жизни в столице. Хозяйством в усадьбе Линдонов стала заправлять призванная из Ирландии мать Барри (Мари Кин).
Однако, по словам рассказчика, судьба распорядилась таким образом, чтобы Барри закончил свою жизнь в одиночестве и нищете. Крайне неодобрительно воспринял «скоропалительный» брак матери сын и наследник сэра Чарльза — юный лорд Булингдон (Доминик Сэвадж). В разговоре с гувернёром — преподобным Рантом (Мюррэй Мелвин) — он заклеймил отчима как «заурядного проходимца». Жгучая ненависть и сословная спесь, которую он испытывал по отношению к «ирландскому выскочке», подогревалась необычайной привязанностью к матери. Барри не видел другого способа «воспитания» пасынка и изменения его к себе отношения, кроме как телесные наказания.
Барри и его мать чувствуют шаткость своего положения: наследником всего состояния графини является лорд Булингдон. Чтобы обеспечить своё будущее, они всеми способами пытаются заполучить для Барри титул баронета или графа. В погоне за этой вечно ускользающей целью Барри растрачивает состояние Линдонов на взятки влиятельным придворным, развлечения для них, скупку произведений искусства. Рассказчик замечает, что те самые качества, которые позволили Барри нажить состояние, привели его к краху.
Проходят годы. Подросший лорд Булингдон (Леон Витали) в присутствии знатных гостей оскорбил отчима и объявил о том, что покидает дом предков. Между отчимом и пасынком завязалась не подобающая людям их положения драка, в которой местной знати и гостям пришлось их разнимать. Дело получило громкую огласку. Вельможи стали сторониться Барри, положив конец его надеждам на приобретение титула и независимость от состояния супруги.
По отношению к собственному сыну Барри испытывал слепое обожание и пристрастие. Он приобщал его к занятиям, достойным дворянина его положения: крокету, фехтованию, рыбалке, охоте, верховой езде. Однако избалованный ребёнок, убежав из дома, чтобы объездить приобретённого для него скакуна на день рождения мальчика, упал с него и после непродолжительной болезни скончался. Смерть горячо любимого сына глубоко потрясла Барри; он приучил себя заливать боль вином.

Распад семейной жизни Линдонов глазами лорда Булингдона: Барри дремлет в окружении собутыльников

Касл-Хэктон (усадьба Линдонов) отныне представляет собой унылое зрелище. В роскошных залах валяются пустые бутылки, на креслах дремлют собутыльники хозяина. Супруги практически не видят друг друга, а их состояние тает на глазах. Причиной тому долги, которые наделал Барри. Его мать вводит в усадьбе режим строгой экономии и даже готовится рассчитать преданного графине Ранта. Леди Линдон пытается покончить с собой, приняв яд. Рант оповещает о случившемся лорда Булингдона.
Для Барри наступает час расплаты. Лорд Булингдон прибывает в Касл-Хэктон, чтобы вызвать отчима на поединок за нанесённое ему годы назад оскорбление. По словам молодого человека, сверстники презирают его за неспособность положить конец «свирепой и невежественной тирании обоих Барри» над его семейством. При разговоре с полупьяным отчимом у него дрожит голос, а во время поединка — начинается рвота. Несмотря на неловкость и сорванный выстрел, Булингдону удаётся ранить Барри в ногу, которую приходится ампутировать.
Узнав о ранении, мать Барри направляется в дом местного хирурга (Джеффри Чэтер), чтобы ухаживать за сыном. Там к ним приходит посыльный от лорда Булингдона, предлагая выбор — подвергнуться судебному преследованию за неплатёжеспособность либо удалиться за пределы Англии с годовой рентой в 500 гиней. Барри делает выбор в пользу последнего. Голос за кадром сообщает, что они вернулись в Ирландию, а немного погодя Редмонд возобновил на континенте «прежнюю жизнь игрока, но без прежнего успеха».
В последней сцене фильма показано, как в 1789 году Булингдон с матерью в одной из зал дворца разбирают счета. Внимание графини привлекает запрос от «Р. Барри» на выплату ему обещанных 500 гиней. Её взор затуманивается, прежде чем она ставит на записке свою визу: «Г. Линдон». Отныне имена Барри и Линдон пишутся раздельно. Под торжественные аккорды генделевской «Сарабанды» на чёрном экране всплывает текст эпилога:

Упомянутые личности жили и ссорились в правление Георга III. Хорошие и плохие, красивые и уродливые, богатые и бедные — теперь они все равны.

## Первоисточник
У фильма имеется литературный первоисточник — плутовской роман У. М. Теккерея «Записки Барри Линдона, эсквайра, писанные им самим», который увидел свет в 1844 году. На вопрос о причинах обращения к жанру плутовского романа Кубрик отшутился: «Попробуйте объяснить, за что вы полюбили свою жену — это совершенно бессмысленное занятие». Литературный дебют Теккерея сложно отнести к вершинам викторианской словесности. С позиций сегодняшнего дня книга определяется как «малоизвестная, полупародийная переработка тем плутовских романов Филдинга и Смолетта». То, что выбор Кубрика пал на не самый сильный роман не самого крупного писателя викторианской Англии, позволило Харольду Розенбергу в 1976 году упрекнуть Кубрика в «рециклировании никем не читаемой литературы». Отводя обвинения в неразборчивости, Кубрик заметил, что более глубокие романы невозможно без существенных потерь преобразовать в двух- или трёхчасовой фильм. 

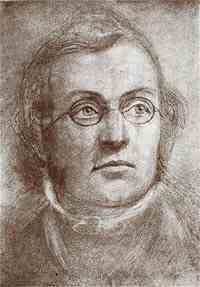
Теккерей в молодости

Рецензент The New York Times, наоборот, отмечает продуманность выбора литературного первоисточника. В отличие от режиссёров других исторических реконструкций, Кубрик не пытался совершить невозможное, с музейной тщательностью воссоздав эпоху, в которой жил автор книги. Своим источником он выбрал своего рода «костюмную драму» — ту книгу Теккерея, в которой писатель сознательно воспроизвёл стиль и условности литературы давно ушедшей эпохи с целью противопоставить её «ужасному юмору» современного ему искусства.
Кубрик работал над сценарием самостоятельно. Первый набросок он закончил за три месяца и впоследствии не раз его корректировал. В сценарий не вошла добрая половина эпизодов романа, в частности, всё касающееся парламентской карьеры Барри-Линдона и его соперничества за сердце графини с лордом Пойнингсом. В книге больше от карикатуристов Роулендсона и Крукшенка, чем от Гейнсборо и Констебла — художников, с чьими работами принято сравнивать образный ряд фильма. В то же время режиссёр дополнил фабулу финальной дуэлью и такими мелкими штрихами, как сцена объяснения влюблённых офицеров во время купания в речке.
В целом, фабула теккереевского романа была обработана Кубриком таким образом, чтобы исключить все фарсовые эпизоды, все хвастливые привнесения и преувеличения, сместив акцент с бурной деятельности главного героя на его пассивность перед лицом судьбы. Согласно фильму, удача сама идёт к нему в руки. Круговорот пошловатых похождений лихого героя Кубрик сжал в неспешный, меланхолический рассказ о неумолимом действии рока, который развёртывается с величавостью греческой трагедии и оставляет у зрителя впечатление некоторой недосказанности. «Каждый кадр — печальная фреска», — резюмировал общее впечатление влиятельный кинообозреватель Эндрю Саррис.
Такой подход вызвал протесты сторонников буквальных экранизаций литературных произведений. Оскаровский триумф «Тома Джонса» Тони Ричардсона породил костюмные фильмы, в которых на экран переносится игривый формализм первоначального текста вплоть до членения повествования на главки. От «Барри Линдона» ждали продолжения этой традиции. Полин Кейл с разочарованием писала, что «Барри Линдон» — это «Том Джонс» в замедленном воспроизведении, из которого изъяты всё веселье и шутки. В своей рецензии Кейл сетовала на то, что Кубрик выпустил из текста все «водевильные пассажи», что его тотальный контроль над литературным материалом обескровил его.
Особенность романа Теккерея состояла в том, что повествование велось от лица самого автора мемуаров, Барри Линдона, который всячески стремился оправдать свои поступки и защитить своё доброе имя. Если этот ненадёжный (если не сказать нечестный) рассказчик и признаёт низость своего поведения или мотивов, то только для того, чтобы поведать о дуэли, в которой он «получил полное удовлетворение» от своего разоблачителя. Самодовольный тон героя развенчивается при помощи комментариев издателя либо его собственных забавных оговорок: «За первые три года брака я ни разу не ударил жены, разве что когда был во хмелю».
Кубрик с самого начала решил отбросить повествование от первого лица, ведь в кино события проходят перед глазами зрителя без посредничества текста. По мнению Кубрика, сопровождать их не особо правдивыми комментариями главного героя — означало низвести фильм до уровня комедии, что вовсе не входило в его планы. Фигура героя теккереевского романа вбирала в себя все вообразимые пороки: Барри предаёт всех близких ему людей, а окружающие волнуют его только в той степени, в которой они могут принести ему пользу или доставить наслаждение. Кубрик снял с Барри-Линдона маску романтического злодея и даже сделал его способным на благородные поступки, вроде выстрела в сторону во время дуэли с пасынком. (В «благодарность» за этот поступок последний прострелил ему ногу). Режиссёр, в отличие от писателя, без тени цинизма изобразил чувства главного героя по отношению к матери, Норе, шевалье и Брайану.
Когда один из критиков пришёл к Кубрику обсуждать фильм с томиком Теккерея в руках, режиссёр заметил: «Наиболее значительное в фильме не может быть пересказано и проанализировано». Тогда же он пообещал, что сценарий «Барри Линдона» никогда не будет опубликован, ибо с литературной точки зрения он не представляет никакого интереса. Ключевая сцена дуэли Барри с пасынком, над которой съёмочная группа работала 42 дня, выросла из единственной короткой фразы в сценарии. Джон Хофсесс увидел в отношении Кубрика к литературному материалу вызов тем критикам, которые привыкли оценивать фильмы в тех же категориях, что романы и театральные спектакли, не обращая внимания на такие особенности киноязыка, как краски, музыка, настроение, особенности монтажа.

## Нарративная структура
Довольно хаотичному нагромождению похождений героя теккереевского романа Кубрик придал строгую повествовательную симметрию. Фабула «Барри Линдона» представляет собой узор повторяющихся ситуаций — карточных игр, поединков, танцев, телесных наказаний. По словам М. Трофименкова, «ритм фильма задают повторяющиеся, симметричные эпизоды»; сюжет обрамлён дуэлями и наполнен предательствами. В каком-то смысле домашние конфликты во второй части фильма служат сниженным отражением битв на полях сражений в первой части. Игра в карты сопровождает сближение Редмонда с Норой в начале фильма, равно как за тем же занятием коротает время покинутая им леди Линдон. «Вы лжец!» — упрекают главного героя и Нора, и капитан Поцдорф. Овцы влекут миниатюрную повозку в день рождения Брайана и в день его похорон. Барри намеренно оскорбляет капитана Квина, чтобы вынудить его пойти на дуэль, — точно так же поступает во второй части пасынок по отношению к нему самому. Подобное дублирование эпизодов будет вновь использовано Кубриком в его последнем фильме.
Строго говоря, традиции плутовского романа следует только первая часть фильма, действие которой помещено за пределами Англии. Вереница полуабсурдных приключений сменяется во второй части картиной распада семейного благополучия Барри-Линдона и его падения с достигнутой социальной вершины (отчасти по причине мнимости его достижений). Психологическая изоляция героя, оторвавшегося от своего социального круга, растёт с каждой сценой. Как заметил сам Кубрик, вокруг Редмонда не остаётся никого, с кем он мог бы полноценно общаться (за исключением сына, да и тот слишком юн). Здесь звучат отголоски традиционной для Кубрика темы: лучшие намерения часто ведут жизнь под откос; ошибка человека или слепой случай могут перевёрнуть всё с ног на голову. «С середины фильм превращается в похоронную процессию роскошных кадров, движущихся к финалу под единственную неумолкающую мелодию». Сцена последней дуэли сочится иронией, ибо едва ли не единственный добродетельный поступок (выстрел в сторону) сделал Барри инвалидом.

## Фигура рассказчика
Большие споры у критиков вызвала фигура невидимого рассказчика, чей голос комментирует происходящее на экране. Ироничный голос именитого британского актёра, сэра Майкла Хордерна, пересыпает сцены едкими до цинизма комментариями, а своими обобщениями сглаживает переходы между ними. Отмечено, что его слова зачастую противоречат тому, что мы видим в кадре. Например, искренняя, на первый взгляд, печаль Барри при расставании с немецкой девушкой сопровождается скабрёзным комментарием рассказчика о том, что её сердце не раз брали приступом проезжие служивые и что она давно привыкла к этому. 

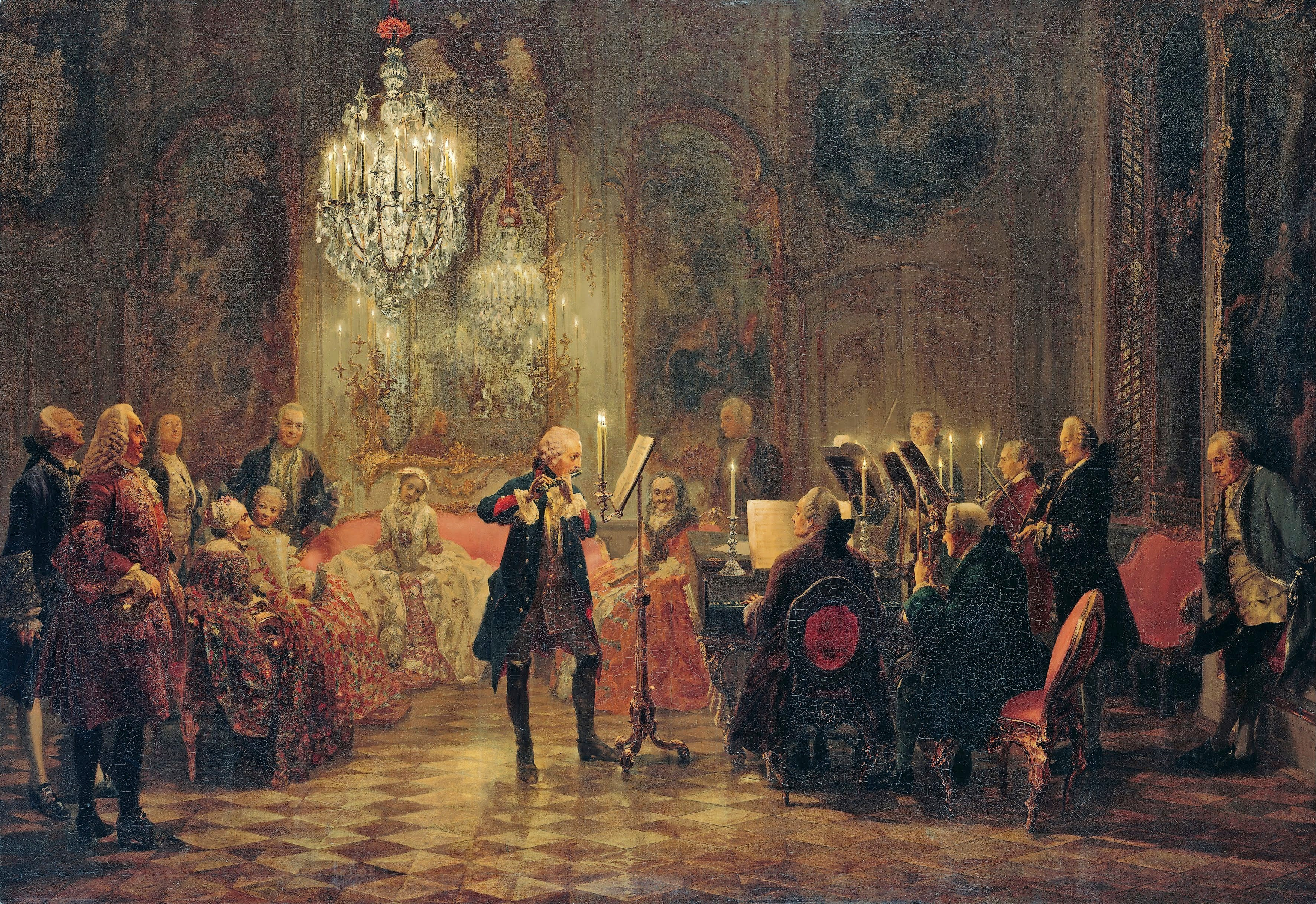
Менцелева сценка из жизни двора Фридриха Великого — один из образов эпохи, на которые ориентировались создатели фильма

Кубрик обосновывал необходимость закадрового голоса потребностью довести до зрителя большой объём внесюжетной информации. Рассказчик не только подтрунивает над мотивами поступков Барри, но и предсказывает, как дальше будут развиваться события, подготавливая к ним зрителя и придавая им характер неизбежности: «„Барри Линдон“ — это история, в которой нет места сюрпризам. Важно не что произойдёт дальше, а как это произойдёт», — подчёркивает Кубрик. Так, рассказчик заранее сообщает зрителю о предстоящей смерти Брайана, чем придаёт особую значительность идиллическим сценам его занятий с отцом, которые в ином случае могли бы пройти незамеченными.
Зрители фильма по-разному воспринимают степень осведомлённости этой внесюжетной фигуры. Для одних это объективный, всеведущий рассказчик великих романов XIX века — представитель автора в повествовании, бог художественного мира романа. Для других — лишь один из персонажей, который комментирует происходящее на экране с позиций надменного аристократа XVIII века. Его суждения зачастую отражают предрассудки сословного и национального свойства и не совпадают с оценками других персонажей. В конфликте Барри с пасынком он явно на стороне молодого лорда. Представление об истинном положении вещей складывается у зрителя из сопоставления мнений различных персонажей, включая и повествователя.
Сразу после выхода фильма М. К. Миллер предложил считать рассказчика в «Барри Линдоне» ненадёжным представителем высших классов британского общества. Его истолкование жизни Барри в духе церковной формулы «гордыня ведёт к гибели» — «структурированная клевета», защитная реакция аристократии по отношению к «выскочкам» из низов. Приписывание Барри сугубо меркантильных мотивов, по мнению Миллера, не находит подтверждения в образном строе картины. Подмечено, что самые словоохотливые персонажи фильмов Кубрика своими речами выдают своё непонимание происходящего с ними и с окружающим миром. Для режиссёра речь означает опрощение увиденного, сведение образа к заученному мнению. Его Барри вовсе не столь одномерен, как это представляется повествователю. Он способен на благородные порывы вроде беззаветной любви к сыну, выстрела в сторону на дуэли с пасынком. Рассказчик игнорирует эти нюансы, подгоняя всё многообразие кинореальности под привычную для себя моралистическую формулу. В этом смысле фигуру повествователя в «Барри Линдоне» можно рассматривать как один из философских комментариев Кубрика на тему неадекватности языка и речи для постижения истины:

Суть драматической формы в том, чтобы идея, даже не будучи чётко артикулированной, сама пришла аудитории на ум. Произнесённое прямо в лицо вовсе не имеет той силы, как обнаруженное людьми самостоятельно.Оригинальный текст (англ.)The essence of dramatic form is to let an idea come over people without its being plainly stated. When you say something directly, it is simply not as potent as it is when you allow people to discover it for themselves.— Стенли Кубрик

## Действующие лица
В трактовке повествователя главный герой его рассказа — своего рода Растиньяк времён Семилетней войны, узколобый оппортунист, которого испытания военного и мирного времени превращают из наивного деревенского паренька в циничного манипулятора людьми и чувствами. При первом рассмотрении Барри — это среднестатистический человек без особых дарований, который не рассчитал свои силы в жизни и забрался слишком высоко. Кубрик отмечает его неподготовленность к жизни в высшем обществе: «Он пробился в золотую клетку, но, как только оказался внутри, его жизнь стала трещать по швам». По ходу повествования протагонист демонстрирует самоуверенность, которая во второй части фильма перерастает в самонадеянную беззаботность, и это становится причиной его падения. В системе координат древнегреческой традиции эти качества рассматриваются как гибрис («гордыня») и гамартия («роковая ошибка»), при этом голос рассказчика берёт на себя роль невидимого хора, предсказывающего развитие действия. Кубрик пессимистически оценивал возможности человека: попытки Барри обеспечить для себя и своих детей место в жизни столь же обречены на неудачу, как попытки Эдипа избежать предначертанного ему роком. При такой интерпретации история Барри типична для драмы эпохи классицизма и вполне вписывается в эстетические координаты той среды, которую представляет рассказчик. 

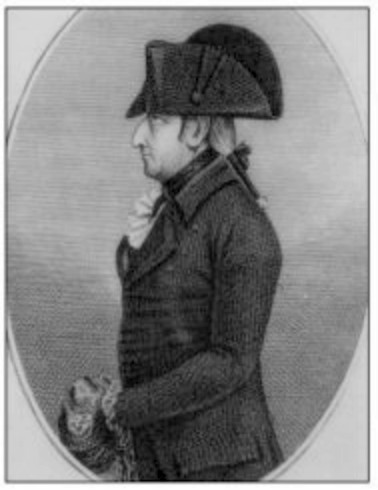
Стоуни, Эндрю Робинсон — реальный прототип главного героя теккереевского романа

Голос за кадром не видит другой движущей силы поступков Барри, кроме как банальное честолюбие, но режиссёр оставляет зрителю простор для менее однозначных толкований. Его стремлением утвердить себя в обществе поначалу может двигать желание создать семью, реализовав тем самым нехватку отца в детстве, а позднее — необходимость утвердить благосостояние своего сына. «Наше отношение к Барри двойственно. Ему не откажешь в обаянии и смелости. Невозможно ему не симпатизировать, несмотря на все его слабости, бестактность и тщеславие», — рассуждал сам режиссёр. Он позволил Барри эмоционально созреть в личность куда более сложную, нежели персонаж теккереевского романа, правда (как и в случае с Евгением Онегиным) запоздалое пробуждение героя не в состоянии предотвратить трагедии, которую он навлёк на себя своими близорукими действиями.
Многие пишущие о фильме, в противоположность рассказчику, подчёркивают пассивность главного героя, его покорность судьбе. Теккерей дал своей книге подзаголовок «роман без героя»; она принадлежит к традиции романтизма, в которой повествование часто движет не столько протагонист, сколько Рок, Фатум. По мнению Эберта, главный герой слабо контролирует ход собственной жизни, ибо всё происходящее с ним является результатом случайности. Что типично для прозы романтиков, роль судьбы в жизни героя выявляется при помощи зарифмованных сцен поединков и карточных игр. Барри не видит узора своей жизни, но за него всё видит и всем руководит автор. В кубриковском мире понятия о свободе воли и предопределении перетекают друг в друга: подобно мелькающим в кадре ландшафтным паркам, при всей своей кажущейся естественности поведение кубриковских героев строго следует плану высшего по сравнению с ними разума — создателя фильма.
Отличие художественного мира Кубрика от эстетических установок классицизма и романтизма состоит в отсутствии героев, написанных одной краской, — идеальных либо порочных. Гротесково поданы только соперники Барри за внимание Норы и графини Линдон — англичанин Квин и сэр Чарльз. К этой группе персонажей примыкает бескровная, бесполая фигура Ранта с кукольно напудренным лицом; Кубрик как-то заметил, что Рант втайне от себя влюблён в графиню и ненавидит Барри. Леди Линдон претерпевает в браке наказание за ветрено проведённую молодость (на которую намекал сэр Чарльз); её высокородие даёт ей право быть скучной. В молодом лорде сословная спесь и трусливость соседствуют с горячей любовью к матери и обострённым чувством собственного достоинства.

## Одиссея Барри-Линдона
В самых первых кадрах фильма показана дуэль, на которой погиб отец Барри. Тем самым задаётся основная характеристика протагониста — сиротство. С точки зрения психоанализа вся первая часть ленты представляет собой поиски главным героем фигуры, способной заменить ему отца. Среди этих фигур отца — две «злых» (ирландский разбойник Фини и прусский капитан Поцдорф) и две «добрых» (капитан Гроган и шевалье де Балибари). Прощание с Гроганом и встреча с шевалье вызывают у Барри сильнейший прилив эмоций, на его глазах выступают слёзы. Он на мгновение обретает потерянный семейный рай во время ужина с немкой Лизхен, держащей на руках младенца наподобие мадонны традиционной католической иконографии.
Разлом повествования на две части происходит не посередине, а на 102-й минуте фильма, когда главный герой сам примеривает на себя роль отца или, как разгневанно кричит Чарльз Линдон, пытается занять его место в семье и в обществе (дословно — «надеть его туфли»). Позднее метафора вербализуется: лорд Булингдон надевает свои башмаки на юного Брайана и проводит его в них по людной зале. Отныне поиски отца сменяются для Барри поисками сына: из Телемаха он превращается в Одиссея, который стремится дать сыну всё то, чего был лишён он сам. Вся его жизнь состоит в заботе о сыне, в подготовке его к жизни в обществе. Чтобы обеспечить его будущее и получить для него титул, он проматывает состояние жены. Смерть сына наносит Барри удар, от которого ему уже не оправиться; всё остальное к тому времени уже потеряло для него интерес. Сцена прощания с сыном — третий и последний раз, когда мы видим на глазах Барри слёзы.
Отношения Барри с женщинами, в сущности, производны от эдиповской проблематики. Самая близкая из них и верная — его мать. Брак с графиней — в первую очередь, последствие акта эдиповской агрессии по отношению к сэру Чарльзу. После рождения графиней сына Редмонд, по свидетельству рассказчика, проявляет к ней не больше интереса, чем к коврам в своём особняке. В мире Кубрика не существует подлинной любви между мужчиной и женщиной. Из чувств, которые испытывают персонажи фильма, искренними представляются только однополая любовь (объяснение Джонатана и Фредди во время купания в реке), любовь отца к сыну и привязанность к «старшим товарищам», заменяющим Редмонду отца. Так же неподдельна ненависть к Барри со стороны пасынка, который в своём сиротстве и поисках отца становится его мстительным доппельгангером. До зрелого возраста Булингдоном движет единственная эмоция — привязанность к матери, лицо молодого лорда — маска гложущей его эдиповской тревоги, а его нелепое поведение во время дуэли — проекция собственных страхов Кубрика.

## Работа над фильмом
После «Космической одиссеи» и «Заводного апельсина» Кубрик задался целью снять киноэпопею об эпохе наполеоновских войн. Первоначальные планы экранизировать теккереевскую «Ярмарку тщеславия» пришлось оставить по причине длины романа, более подходящей для телесериала, чем для кинофильма. Постепенно внимание Кубрика переключилось на фигуру Наполеона; у него вызревал замысел фильма-биографии. Из 150-страничного сценария кубриковского «Наполеона» следует, что режиссёр намеревался отказаться от трактовки главного героя эпохи романтизма как сверхчеловека, представив историю подъёма корсиканского офицера на вершину земной славы и его внезапного падения как цепочку случайностей, — замысел, созвучный основной мысли «Барри Линдона». На главные роли в блокбастер были приглашены Джек Николсон, Одри Хепбёрн, Питер О’Тул и Алек Гиннесс, однако провал в прокате «Ватерлоо» Сергея Бондарчука (приведший к отказу компании Metro-Goldwyn-Mayer финансировать постановку) и выход на телеэкраны очередной версии «Ярмарки тщеславия» заставили Кубрика умерить амбиции и обратиться к более раннему периоду истории.
- Режиссёр — Стэнли Кубрик
- Сценарист — Стэнли Кубрик
- Продюсеры — Стэнли Кубрик, Ян Харлан
- Оператор — Джон Олкотт [прим 25]
- Художники — Кен Адам, Рой Уокер
- Монтаж — Тони Лосон
- Костюмы — Милена Канонеро, Улла-Бритт Сёдерлунд
- Звукорежиссёр — Родни Холланд
- Дирижёр — Леонард Розенман
- Консультант — Джон Молло

Работа над «Барри Линдоном» продолжалась более двух лет в атмосфере такой секретности, что даже руководители студии плохо представляли себе, что именно снимает Кубрик. Триумф двух предыдущих фильмов Кубрика убедил боссов Warner Bros. пойти на риск и вложить 11 миллионов долларов в его новый проект — трёхчасовой исторический фильм эпизодической структуры с закадровым голосом «от автора» и печатными заголовками. Это был последний в жизни Кубрика опыт работы за пределами студии. Съёмки, начавшиеся в декабре 1973 года, продолжались приблизительно триста дней, причём не только в Англии и Ирландии, но и за «железным занавесом» — в социалистической ГДР. Это вызывало дополнительные сложности ввиду нелюбви Кубрика к путешествиям; вместо себя по разным уголкам Англии, Ирландии и Германии он рассылал ассистентов.
Другая сложность состояла в том, что Кубрик настоял на отказе от операторского электрического освещения при съёмках в интерьерах. Вечерние сцены в «Барри Линдоне» впервые в истории кинематографа сняты при свете восковых свечей без дополнительной подсветки, что стало возможным благодаря использованию сверхсветосильных киносъёмочных объективов Carl Zeiss Planar 50mm f/0.7, специально спроектированных для наблюдения за звёздами во время лунной программы НАСА. Изготовление каждого экземпляра этих объективов обошлось NASA в миллион долларов, а по заказу Кубрика специально выпущены три штуки в удешевлённом варианте с пониженным использованием редкоземельных элементов. Это самые светосильные объективы, когда-либо использовавшиеся в кинематографе.
Почти весь оригинальный негатив фильма отснят новейшим на тот момент киносъёмочным аппаратом «Arriflex 35 BL», который впоследствии стал любимой камерой Кубрика. Исключение составили сцены при свечах, снимавшиеся сверхсветосильным «Планаром», который из-за чрезвычайно короткого заднего отрезка можно было установить только на незеркальный Mitchell BNC. При съёмках интерьеров в светлое время суток окна оклеивали калькой, на которую снаружи направляли пучки искусственного света. Зачастую над минутным эпизодом, который не играет большой роли в повествовании, Кубрик работал днями и неделями. Скажем, боевое крещение Барри в безымянной стычке Семилетней войны снималось со стороны тремя камерами, которые двигались на операторских тележках по 800-футовой (~244 метра) дорожке. Работа над монтажом «финального танца смерти» (дуэли Барри с Булингдоном) продолжалась 42 дня. Ряд сложных эпизодов (включая откровенную сцену между Барри и леди Линдон) не вошли в окончательную версию фильма.
Кубрик полагал, что кино с гораздо меньшими затратами и большей убедительностью, чем другие формы искусства, переносит зрителя на годы и века назад. Он стремился продемонстрировать эту способность своим фильмом, настаивая на использовании только подлинных декораций, в которых могли действовать люди середины XVIII века. При всём том не удалось избежать накладок: помимо неуместной в середине XVIII века музыки Шуберта, в фильме упоминается «королевство Бельгия» (возникшее после наполеоновских войн), шевалье Балибари останавливается в неоготическом замке Гогенцоллерн (архитектурная фантазия венценосных романтиков XIX века), а в углу карты в кабинете сыновей леди Линдон кое-кто из зрителей разглядел изображение паровоза.

## Актёрский состав
- Райан О’Нил — Редмонд Барри
- Мариса Беренсон — леди Линдон[прим 27]
- Патрик Мэги — шевалье де Балибари
- Харди Крюгер — капитан Поцдорф
- Доминик Сэвидж[англ.], Леон Витали[англ.] — лорд Булингдон
- Гэй Хэмилтон[англ.] — Нора
- Мэри Кин[англ.] — мать Барри
- Леонард Росситер[англ.] — капитан Джон Квин
- Диана Кёрнер[англ.] — немка
- Мюррей Мелвин — преподобный Рант
- Энтони Шарп — лорд Галлам
- Роджер Бут — король Георг III
- Андре Морелл  — лорд Густав Адольф Вендовер

Критики практически единодушно отмечают высокий уровень исполнения ролей второго плана, однако оценки мастерства занятых в главных ролях актёров сильно разнятся. Например, The New York Times, хотя и признаёт безупречность актёрской игры, отмечает безразличие Кубрика к выбору исполнителей главных ролей. Распространено мнение, что подбор актёров на главные роли был вызван соображениями скорее рекламного характера. В надежде окупить дорогостоящие съёмки кинокомпания потребовала отдать роль Редмонда кому-либо из десятки наиболее востребованных актёров Голливуда. Только два актёра из этого списка имели ирландские корни и подходили на роль по возрасту — Роберт Редфорд и Райан О’Нил; из них первый от сотрудничества с Кубриком отказался, поэтому Редмонда сыграл второй. Гламурная репутация и актёрская невыразительность кумира подростков О’Нила и супермодели Марисы Беренсон (незадолго до того объявленной журналом Elle самой красивой девушкой мира) изначально настроили многих рецензентов против фильма.
Рецензент The Village Voice считает, что О’Нил не столько играет, сколько изображает самого себя, то есть «самодовольного тупицу». Для Кубрика он всего лишь симпатичная шахматная фигура, которую можно передвигать по доске своего фильма. По мнению авторов онлайн-киноэнциклопедии AllMovie, роль Редмонда Барри — лучшая, самая нюансированная актёрская работа О’Нила. Его скорая потеря популярности созвучна размышлениям Кубрика о том, что «самая загадочная в силу своей бессмысленности вещь — физическая красота — обречена на бессмысленное же наказание — старость». Сам режиссёр работой О’Нила остался весьма доволен.
The Independent полагает, что Мариса Беренсон, как будто сошедшая на экран с холстов Гейнсборо, и другие актёры второго плана отчасти компенсируют пустоватость О’Нила в центре кинополотна. Для обозревателя The Village Voice её присутствие, наоборот, ещё более декоративно и менее выразительно, чем роль О’Нила. Её продолговатое печальное лицо служит подходящим фасадом для того, чтобы заслонить какое бы то ни было подобие внутренней жизни, полагает критик. Авторы AllMovie высказывают мнение, что ограниченная эмоциональная палитра исполнителей главных ролей при общей холодности тона картины работает в их пользу.

## Фильм-реконструкция
«Барри Линдон» в киноведческих публикациях принято определять как «величественный и трудоёмкий эксперимент», который имеет самостоятельную искусствоведческую ценность в качестве полномасштабной реконструкции исторической эпохи, отделённой от нашего времени многими поколениями. Кубрик дал съёмочной группе установку на создание «документального фильма» о нравах и манерах аристократии позапрошлого столетия. Будучи убеждён в невозможности достоверного воссоздания обстановки XVIII века в современных условиях, режиссёр отступил от своей обычной практики и настоял на полном отказе от съёмок в павильоне. Погоня за аутентичностью потребовала от художника Милены Канонеро создания костюмов, полностью соответствующих требований моды эпохи рококо. Некоторые зрители сетуют на то, что эта реконструктивная стратегия приводит к созданию иератичных в своей симметрии образов, что изображение «музеефицируется, а акценты смещаются с чувственности на достоверность и историческую правдивость». Стивен Спилберг шутя сравнил просмотр этого фильма с посещением галереи Прадо без перерыва на обед. 

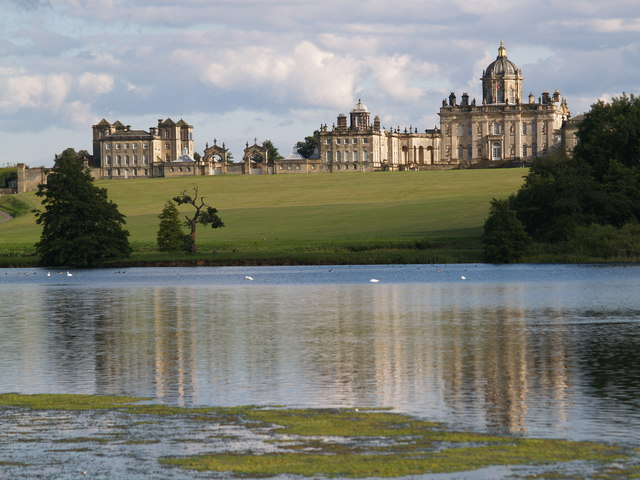
Ход времени во второй части фильма передают мирные виды Касл-Хэктона, разделяющие собой сцены

Кубрик, находивший общее в профессиях режиссёра и следователя, воспринимал комментарии относительно скрупулёзности осуществлённой им исторической реконструкции в качестве комплиментов. Он не видел смысла в том, чтобы снимать фильм исторический (равно как и футуристический), если режиссёр не в состоянии заставить зрителя поверить в действительность происходящего на экране. Работа над «Барри Линдоном» потребовала от него погружения в изучение повседневной жизни европейской аристократии XVIII столетия. На подготовку к съёмкам ушёл целый год. Кубрик собрал увесистую папку с репродукциями произведений искусства того периода. Он настаивал на том, чтобы в кадр не попало ничего из того, что было создано позднее XVIII века. Архитектура, мебель, костюмы, средства передвижения — все эти элементы были найдены им на холстах и гравюрах воссоздаваемой эпохи.
Среди художников, на произведения которых ориентировались создатели фильма, чаще других называют жанровые работы Хогарта («Похождения повесы») и Ватто («Вывеска Жерсена»). Словно Хогарт, в чьи руки попала камера, Кубрик выстраивает мизансцены на основе офортов и картин XVIII столетия. Статичные, симметричные композиции эпохи классицизма в подражание Хогарту полнятся жизнью во всех её противоречивых проявлениях. Пейзажи стилизованы под Констебла и Гейнсборо, интерьеры европейских дворцов — под жанровые сценки из потсдамской жизни Фридриха Великого кисти Адольфа Менцеля. Менее очевидные ориентиры, которые упоминают участники съёмочного процесса, — произведения Цоффани, Стаббса, Ходовецкого. Интерьерные и пейзажные фоны несут семантическую нагрузку как подтекст происходящих событий и комментарий к ним. Например, в сцене соблазнения графини знатоки разглядели статуи древнеримской богини любви, а примирение Барри с супругой снято на фоне изображения воркующих любовников. Подобные визуальные комментарии вообще свойственны искусству XVII—XVIII веков, что отчасти оправдывает взгляд на «Барри Линдон» как на фильм «словно бы снятый до того, как была изобретена киноплёнка».

Художник-постановщик Кен Адам вспоминает, что поставленная перед ним Кубриком задача состояла в том, чтобы воссоздать декорации дворянской усадьбы XVIII века с документальной точностью. Дом графини, по мысли Адама, должен был производить впечатление постройки старинной даже по меркам XVIII столетия. Исколесив всю Англию, оформитель решил соединить в изображении Касл-Хэктона известный своей театральностью силуэт Касл-Ховарда с интерьерами Лонглита и Петуорта и парковыми сооружениями Уилтон-хауса. В силу плохой сохранности ирландских усадеб сложнее было воспроизвести обстановку родного дома Барри. Потсдамские сцены снимались в ГДР отдельной бригадой, которая направляла слайды режиссёру в Великобританию, а он давал им указания по телефону. Создателям фильма по указанию Кубрика пришлось изучать зубные щётки того времени, контрацептивы, массу вещей, которые не вошли в фильм. 

Схватка Редмонда и капитана Квина за сердце Норы: фигуранты теряются на фоне бескрайнего ирландского пейзажа

Обычное для Кубрика внимание к фонам и декорациям создаёт у многих зрителей «Барри Линдона» ощущение того, что они оттесняют на второй план персонажей. Пейзажи, выдержанные в сочных, несколько прохладных тонах, подавляют собой людей, которые ползают по ним, как муравьи; после них ещё более неуютными и неестественными предстают замкнутые интерьеры. Помещение столь малозначительных фигур в столь грандиозные декорации наводит на размышления больше, чем что-либо из того, что они в состоянии произнести (Эберт). Драмы и переживания героев тонут в величии окружающей их природы, заставляя зрителя чувствовать себя песчинкой в безбрежном, во многом непонятном космосе. Вполне в духе театрализованной эстетики искусства XVIII века Кубрик возводит между зрителем и персонажами своего рода занавес в виде нарочито тщательно выстроенных мизансцен и закадрового голоса, резюмирующего будущее. «Действие помещено как бы за стеклянную стену, отделяющую его от зала, эмоции стерилизованы». Текст эпилога окончательно отстраняет зрителя от увиденного, намеренно разрушая тщательно выстроенную в кадре иллюзию.

## Музыка
Один из четырёх «Оскаров», которых был удостоен «Барри Линдон», — за лучшую музыку к фильму. К выбору музыкальной темы Кубрик подошёл не менее скрупулёзно, чем к проработке визуальных решений. Для него было обычным делом подгонять сцены к подобранной заранее музыке. Он вспоминает, что за время работы над картиной прослушал все имевшиеся в продаже пластинки с записями музыки XVII—XVIII веков. В фильме можно услышать такие редко исполняемые мелодии, как Гогенфридбергский марш, традиционно приписываемый самому прусскому королю. Затруднение состояло в том, что музыка XVIII века лишена драматизма в современном понимании слова, — проблема, которую удалось снять при помощи новых аранжировок, подготовленных для фильма Леонардом Розенманом.
Выбор Кубрика остановился на трёх основных музыкальных мотивах. Первые (и истинные) романтические увлечения главного героя — Нора и голландская девушка — сопровождаются звуками фолк-песни Шона О’Риада «Ирландские женщины». Графиня Линдон проходит через фильм под задумчивые аккорды фортепьянного трио Шуберта. Несмотря на позднюю дату сочинения, мелодия Шуберта лишена завихрений позднего романтизма и, по мнению режиссёра, тонко балансирует на грани между романтикой и трагизмом. Полузабытая ко времени создания фильма «Сарабанда» Генделя воплощает неумолимость рока. Она соединяет события и идеи, навязчиво следуя за Барри от крестьянской юности до вельможной зрелости. Она служит фоном для сцен дуэлей, напоминая о неизбежности судьбы и ничтожности человека перед нею. Она же ставит точку в музыкальном строе киноленты.

## Выпуск и награды
Премьера долгожданного фильма Кубрика — одного из самых популярных и востребованных американских режиссёров — состоялась на Рождество 1975 года. Выход картины в прокат (18 декабря) был предварён восторженной статьёй в журнале «Тайм», где по лаконичности и изяществу манеры Кубрик сравнивался с мастерами немого кино — Гриффитом и Эйзенштейном. Подобно «С широко закрытыми глазами» годы спустя, «Барри Линдон» был представлен публике как экранизация неизвестной широкой публике классики со звёздами первой величины, которая годами снималась в атмосфере «хорошо распиаренной секретности». По общему мнению, «Барри Линдон» запечатлел Кубрика в зените его мастерства. Кинематографической моде 1970-х он противопоставил фильм, бескомпромиссный в своём следовании «колориту эпохи» и столь же беззастенчиво формалистичный. Приглушённые эмоции и эпическая длина кубриковской «вылазки в стан арт-хауса» убили интерес американской публики, но всё же в прокате он окупился, собрав только в США более 20 млн $.
Появление фильма разделило кинокритиков на два полярных стана. Поклонники «Космической одиссеи» и «Заводного апельсина» восприняли фильм как очередную «машину времени», позволяющую зрителям переместиться в совершенно иную, нежели современная, эпоху. В этом плане характерна рецензия Винсента Кэнби в The New York Times. Он писал, что «Барри Линдон» не просто старинная комедия манер, а хладнокровное исследование мира столь же непривычного и далёкого от нас, как те миры, которые Кубрик создал на экране в «Заводном апельсине» и «Космической одиссее». С точки зрения Кэнби, по продолжительности, по неспешности, по панорамности повествования это не столько традиционный фильм, сколько среда обитания: здесь нет ни одной лишней минуты, а продуманные паузы создают ощущение чтения классической литературы. Как отмечает рецензент газеты The Independent, «Барри Линдон» далёк от тона теккереевского повествования, но при этом создаёт собственный мир, потрясающе живой даже в своей старомодной пышности («невозможно оторвать глаз от сцен хогартовского разгула»).
Джонатан Розенбаум подчёркивает меланхолию и суховатый юмор Кубрика в сочетании с тяжеловесно-траурным ритмом и настроением фильма.
Другие обозреватели критиковали режиссёра за свободное обращение с литературным источником, а фильм — за предзаданность и рассудочность, видя в «Барри Линдоне» произведение, которое уважать проще, чем наслаждаться. Неоднозначную реакцию вызвали сдержанный тон и замедленное развёртывание повествования. Юмористы журнала «Mad» переиначили название в Borey Lyndon, что переводится как «унылый Линдон». Кое-кто даже увидел в «оживлении» классических полотен проявление китча. Роджер Эберт, хотя и не отнёс «незначительную историю взлёта и падения одного карьериста» к лучшим художественным свершениям Кубрика, отметил, что отношение зрителей к происходящему в конечном счёте диктует кинематографический стиль. С ним согласен Харольд Розенберг: «Я бы охотно смотрел „Барри Линдон“ ещё два часа безо всякого интереса к тому, что происходит с его героем». По оценке Эберта, Кубрик в очередной раз перебирает органическое вещество, из которого соткан окружающий нас мир, и организует его в подобие хорошо отлаженного часового механизма.
Фильм Кубрика получил премию «Оскар» за 1975 год по четырём категориям: лучшая работа художника-постановщика, лучшая операторская работа, лучший дизайн костюмов и лучшее музыкальное сопровождение. Также он был номинирован за лучший фильм, лучший адаптированный сценарий и режиссёрскую работу. Однако конкуренция со стороны культового фильма Милоша Формана «Пролетая над гнездом кукушки» практически лишила «Барри Линдона» шансов на победу в наиболее престижных номинациях. Фильм также получил две награды BAFTA — за лучшую режиссуру и операторскую работу. «Золотыми глобусами» он был обойдён. В декабре 2001 года Warner Home Video выпустило фильм на DVD; он также доступен в составе лицензионной «Коллекции фильмов Стенли Кубрика» (2008).

## Влияние и репутация

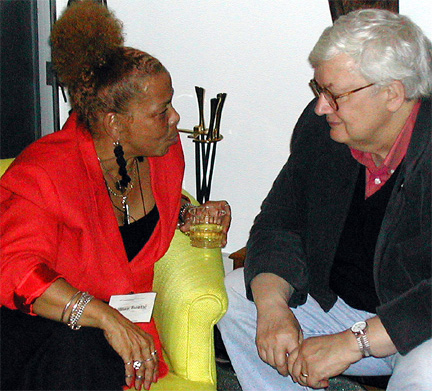
Роджер Эберт (справа) причислял «Барри Линдона» к самым красивым фильмам в истории

После смерти Кубрика во многих городах прошли ретроспективные показы «Барри Линдона», которые заставили критиков новыми глазами взглянуть на фильм, ранее виденный многими только на телеэкране. Отмечалось, что за четверть века фильм нисколько не устарел, и в этом его выгодное отличие от громких футуристических проектов Кубрика. Среди авторитетов американского киносообщества Роджер Эберт признал «Барри Линдон» одним из красивейших фильмов в истории, а Джонатан Розенбаум — самым недооценённым и, возможно, величайшим фильмом Кубрика. Режиссёр Билли Уайлдер, очень высоко ценивший творчество Кубрика, признавался, что разочарован в этом фильме, который ему даже не с кем обсудить, так как его никто не видел: «Он месяцев шесть пытался снять кого-то непременно при свечах. Да ведь никому и дела нет, свечи там или что-то другое. Где шутки? Где сюжет. Мне не понравилось. Это единственная картина Кубрика, которая мне не по душе». В других современных публикациях «Барри Линдон» называют «попыткой демиурга воскресить из небытия целый мир», наиболее значительным историческим фильмом американского производства со времён Кьюкора и Селзника, одной из самых многогранных и выразительных костюмных драм в истории кино.
Репутация леденящего в своей внешней красивости произведения режиссёра, помешанного на форме и технике, не помешала «Барри Линдону» стать одним из образцов для создателей исторических кинолент нового поколения. Первым опытом непосредственной переработки художественных приёмов кубриковской кинофрески принято считать кинодебют Ридли Скотта, «Дуэлянты», вышедший в 1977 году. Вслед за Кубриком молодой режиссёр помещает бессмысленные дуэли на фон бескрайних и безмятежных пейзажей, чем подчёркивает суетность этих вспышек насилия. В части скрупулёзного воссоздания обстановки и костюмов Кубрик преднаметил пути развития костюмного кино, продолженные в 1980-е годы Джеймсом Айвори и его командой. К почитателям «Барри Линдона» относят себя такие крупные режиссёры, как Стивен Спилберг и Мартин Скорсезе (который несколько парадоксально определил его как «один из самых эмоциональных фильмов»).

## Место в творчестве Кубрика
Обратившись к самому традиционному жанру кинематографа — костюмному фильму, Кубрик сумел создать «радикальный эксперимент в области повествовательных структур и дизайна». Он отошёл от таких устоев голливудского кинематографа, как остросюжетность, чёткая мотивированность действия, прямое развёртывание фабулы. О героях фильма зритель больше узнаёт из образного ряда, чем из диалогов. В то же время «Барри Линдон» находится в центре произведений Кубрика по сочетанию неспешного темпа, едко ироничного тона и традиционных для данного режиссёра тем.

Исследователи творчества Кубрика не раз пытались определить его место в «каноне» кубриковских фильмов. Они видят в «Барри Линдоне» очередное воплощение традиционной для Кубрика темы потери человеком свободы, его порабощения условностями общества. Путь главного героя фильма, по словам Колкера, представляет «упадок жизненности и утрату индивидуальной силы гораздо более интенсивные и однонаправленные, чем в других фильмах». Как и многие другие герои Кубрика, Редмонд Барри страдает инертностью, попадая в социально-психологическую ловушку, из которой режиссёр не предлагает какого бы то ни было выхода. 

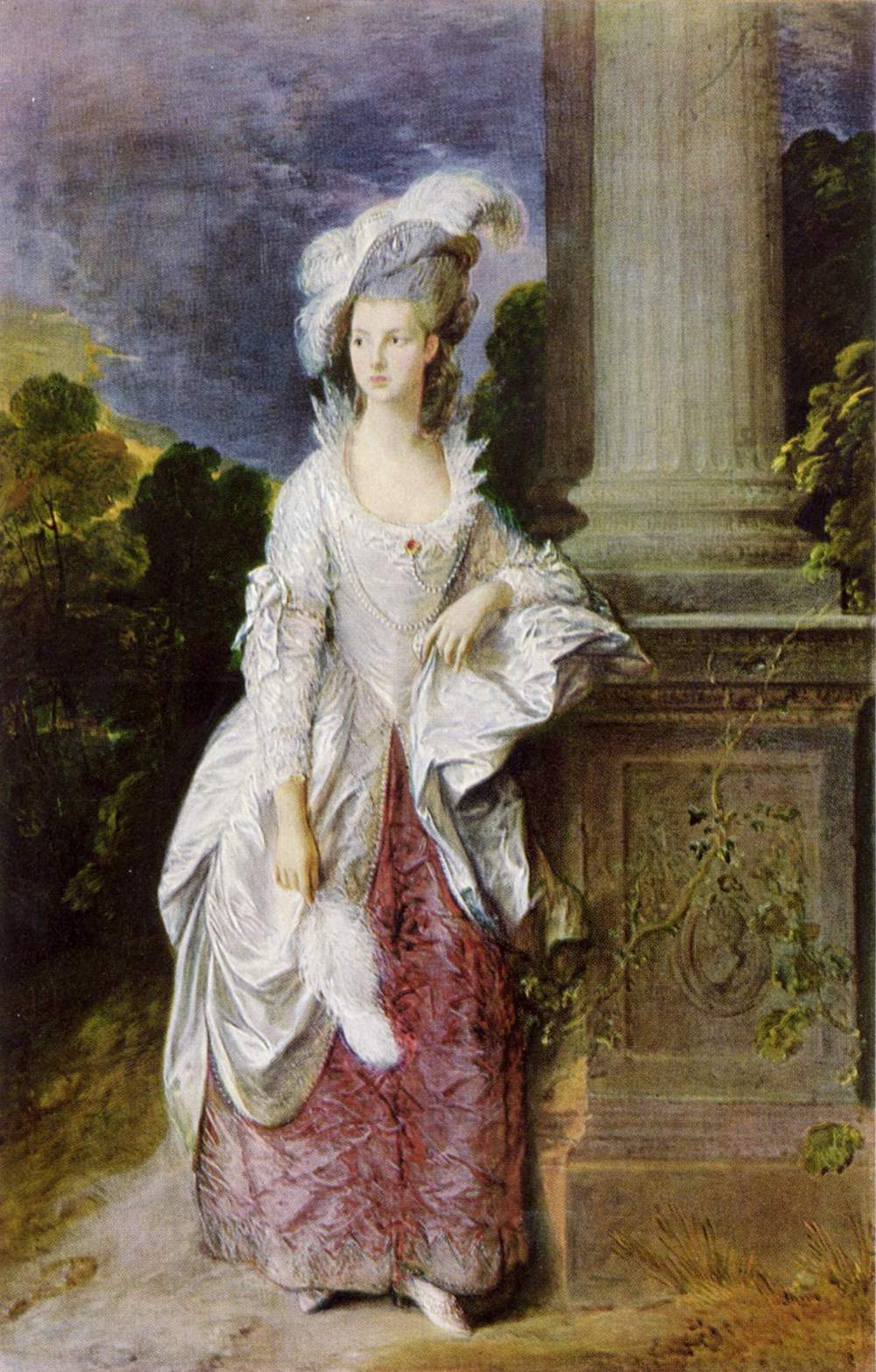
Наряды и макияж леди Линдон отчасти срисованы с портретов Гейнсборо

Фельдман объясняет обращение Кубрика к Европе до наполеоновских войн желанием представить западную цивилизацию в наиболее застойной, или формализованной стадии её развития. В то время любой желающий утвердить свою ценность в качестве члена общества должен был следовать бесчисленным правилам ритуализированного поведения. Кубрик подчёркивает удалённость этих ритуалов от нашего времени при помощи того, что Колкер называет «живописной эстетикой» (painterly aesthetic). Каждая мизансцена изумительно сбалансирована в смысле композиции, представляя параллель со строго стратифицированным обществом тех времён.
«Повторяемость эпизодов лишь подчёркивает мертвенность, автоматизм мира, существующего по раз и навсегда установленным правилам» (М. Трофименков). Практически в каждой сцене фильма камера, запечатлев фигуры главных героев, отъезжает назад, впуская на экран пейзажные и интерьерные декорации. Люди превращаются в стаффаж, который теряется на фоне симметрично организованных, тщательно выверенных пространств; зачастую они всего лишь уравновешивают композицию кадра, делая её приятной для глаза. Движения камеры словно бы подчёркивают главную беду Барри-Линдона: амбициозность позволяет ему войти в такие социальные круги, механизмы функционирования которых остаются за пределами его понимания.
Постоянное удаление камеры от действующих лиц отгораживает зрителя от происходящего на экране, подчёркивает механистичность ритуалов, которые не только управляют жизнью героев фильма, но и делают их своими пленниками. В обычном смысле слова жизнь этих персонажей полна абсурда. Вопиющее несоответствие между смыслом происходящего и формой безупречного этикета, в которую облечён этот смысл, чувствуется в объяснении Барри с сэром Чарльзом, в сцене визита посыльного Булингдона к Барри и его матери, в сцене бракосочетания.
Многие фильмы Кубрика построены на контрапункте между статикой и симметрией упорядоченной социальной среды и разъедающими её взрывами насилия. В сцене потасовки Барри с пасынком скрупулёзно выстроенная композиция с неспешными, уравновешенными скольжениями камеры внезапно разрушается судорожной суматохой крупных планов, снятых ручной камерой. Обычно статичная камера активно включается в действие ещё в двух сценах фильма — кулачного боя и попытки самоубийства леди Линдон. Однако эти попытки героев выйти за пределы отведённого им режиссёром места в кадре неизменно терпят неудачу: в последний раз зритель видит Барри застывшим при вступлении в замкнутое пространство чёрной каретной коробки.
Теоретики авторского кино отмечают в «самом пессимистичном фильме Кубрика» и другие характерные для него темы и мотивы. Жизненный путь героя плутовского романа представлен на экране таким образом, чтобы развенчать всякие иллюзии зрителей относительно возможности человека выйти за пределы предзаданных социальных ограничений и побороть Эдиповы законы. Неистовый разлад в доме Линдонов предвещает сюжет «Сияния», а в картинах боёв Семилетней войны (когда огонь неприятеля выкашивает ряды тупо шагающих навстречу солдат в красочном обмундировании) на поверхность прорывается кубриковский пацифизм. Даже в историческом фильме Кубрик сумел выйти на «свои постоянные и болезненные наваждения: инициацию через унижения, выход за пределы своей социальной роли, симметрию и автоматизм, конструирование фильма по образу и подобию человеческого мозга».